# Orcula spoliata
Orcula spoliata is een slakkensoort uit de familie van de Orculidae. De wetenschappelijke naam van de soort is voor het eerst geldig gepubliceerd in 1837 door Rossmassler.